# 堂が森
堂が森（どうがもり）は、高知県四万十市と高岡郡四万十町にまたがる四国西南山地に座する標高857.4メートルの山である。四国百山の本や現地看板では堂ヶ森であるが、地理院地図は「が」であるのでそれにならって堂が森で記述する。
山名由来としては現地看板に書かれているのを要約すると、応仁2年（1468)9月、一条教房は中村に下向しその３年後から街道工事に着手、その一つである中村郷ー藤岡ー竹屋敷ー上山郷（十和村大井川）へ通じる人馬街道で、金剛福寺から拝受した地蔵を鎮守としてこの地へお堂を建て安置し、以来この山名がつけられたとある。
県道332号線の四万十市と四万十町との境あたりに林道入り口があるが、一般車両は入れないので、その前後で道路脇の広くなったところに車を停めそこから当山を前方に見ながら林道を歩く、あと1000mというところで本体に取り付き、自然林の中を上るとお堂が立つ山頂に出る。三角点はその後方100m位にある。

## ギャラリー

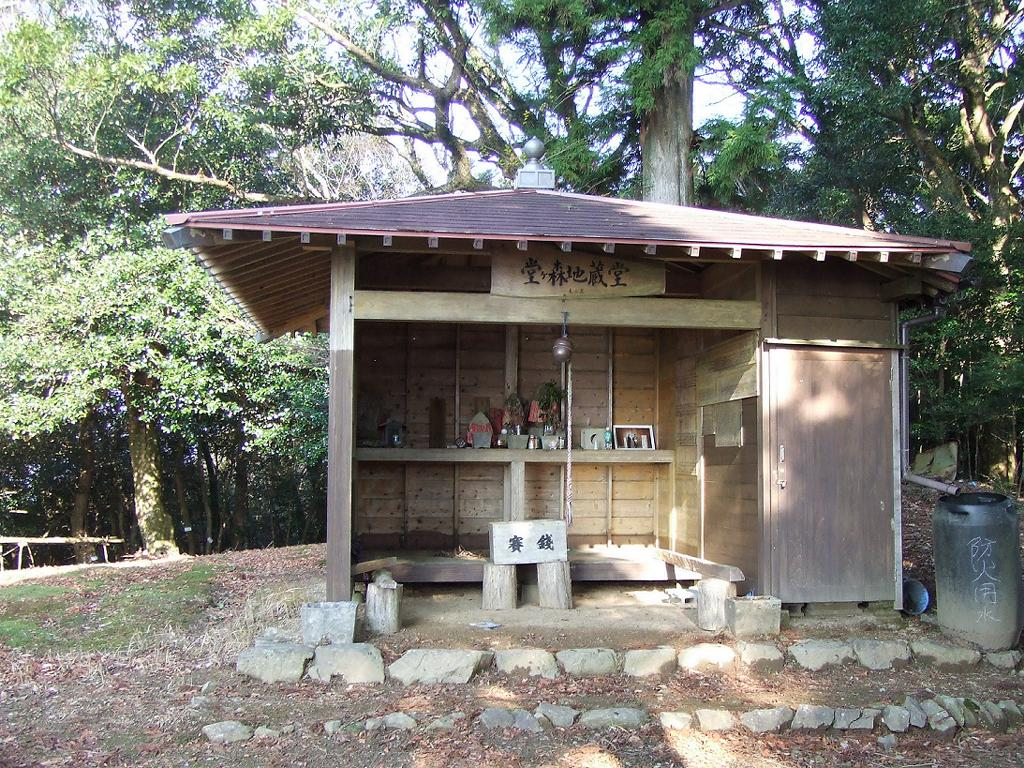
山頂のお堂
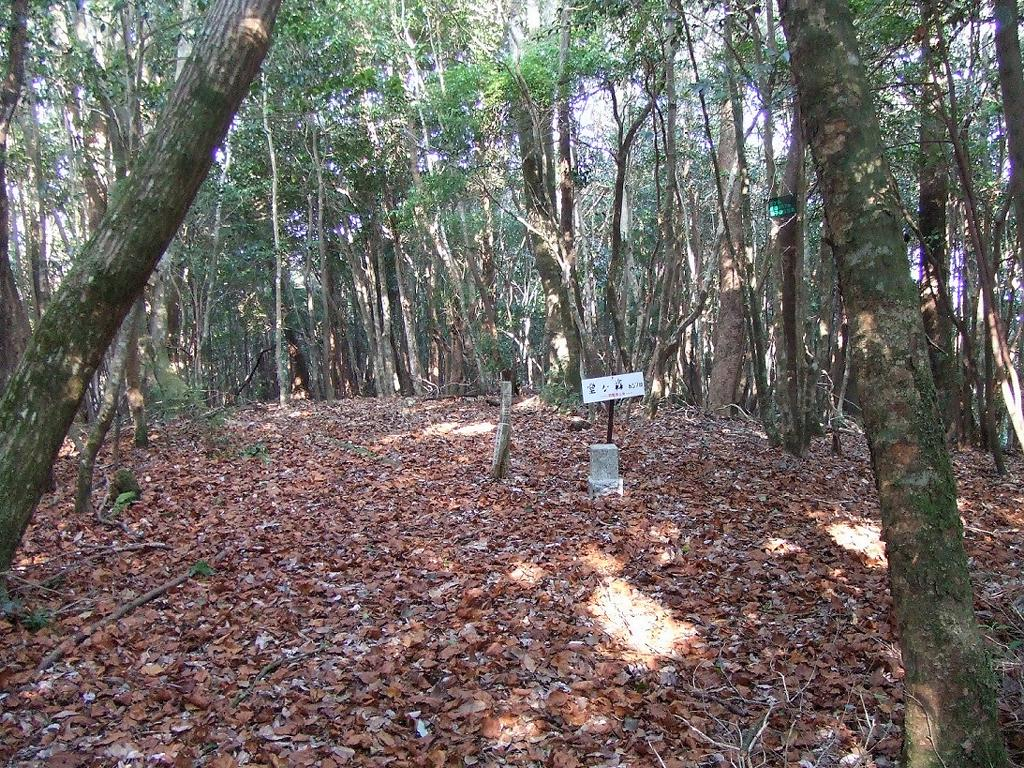
頂上三角点